# Кворум
Кворум (лат. quorum praesentia sufficit «которых присутствие достаточно») — установленное законом, уставом организации или регламентом число участников собрания (заседания), достаточное для признания данного собрания правомочным принимать решения по вопросам его повестки дня.
Кворум может определяться числом присутствующих или процентным отношением количества присутствующих к общему количеству членов какого-либо органа.
К наиболее часто применяемым вариантам кворума относятся:
- Собрание правомочно рассматривать какие-либо вопросы, если на нём присутствует более половины (или более 2/3) от его состава.
- Для принятия какого-либо решения требуется, чтобы в голосовании приняли участие более половины от всех имеющих право голоса.

Для различных вопросов повестки дня собрания возможно установление различных требований к кворуму.
Кворум может определяться следующими способами:
- Только в начале заседания при регистрации участников; после регистрации счётная комиссия докладывает о явке и о наличии (отсутствии) кворума;
- По требованию участников;
- Постоянный контроль (учёт входящих-выходящих участников счётной комиссией или с помощью электронной системы).

При отсутствии кворума, как правило, заседание не начинается или прерывается. Однако регламенты некоторых парламентов разрешают при отсутствии кворума принимать решения по вопросам обеспечения явки депутатов. Также в некоторых парламентах, например, в Палате представителей США, во время обсуждений законопроектов кворум не проверяется, даже если его отсутствие очевидно.

## См.также
- Кворум в словаре масонских терминов